# 金井為一郎

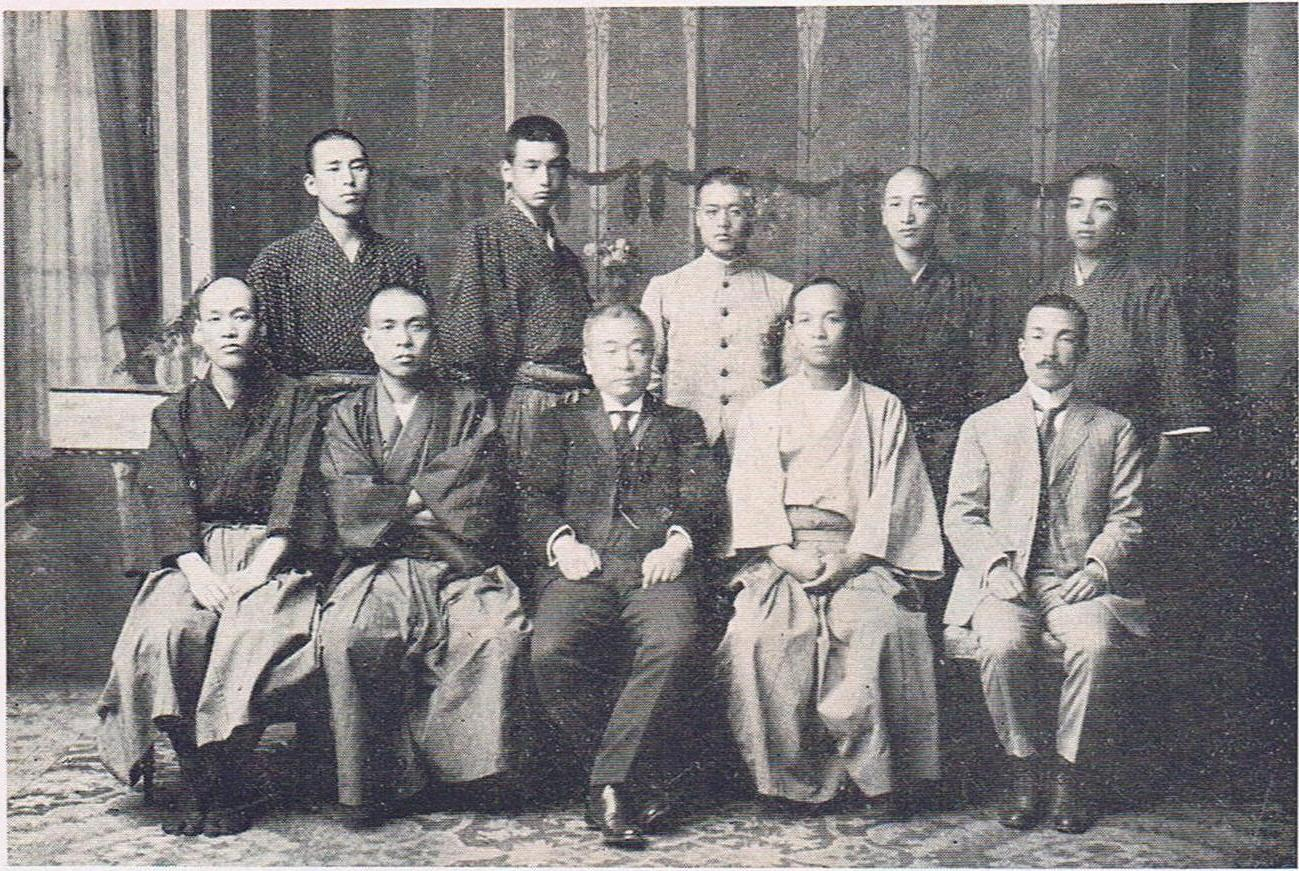
後列中央、征矢野晃雄、前列、高倉徳太郎、植村正久、金井為一郎（右から2人目）、斎藤勇、1912年あるいは1913年の夏の山上寮員

金井 為一郎（かない ためいちろう、1887年3月10日 - 1963年5月22日）は、日本の牧師。

## 生涯

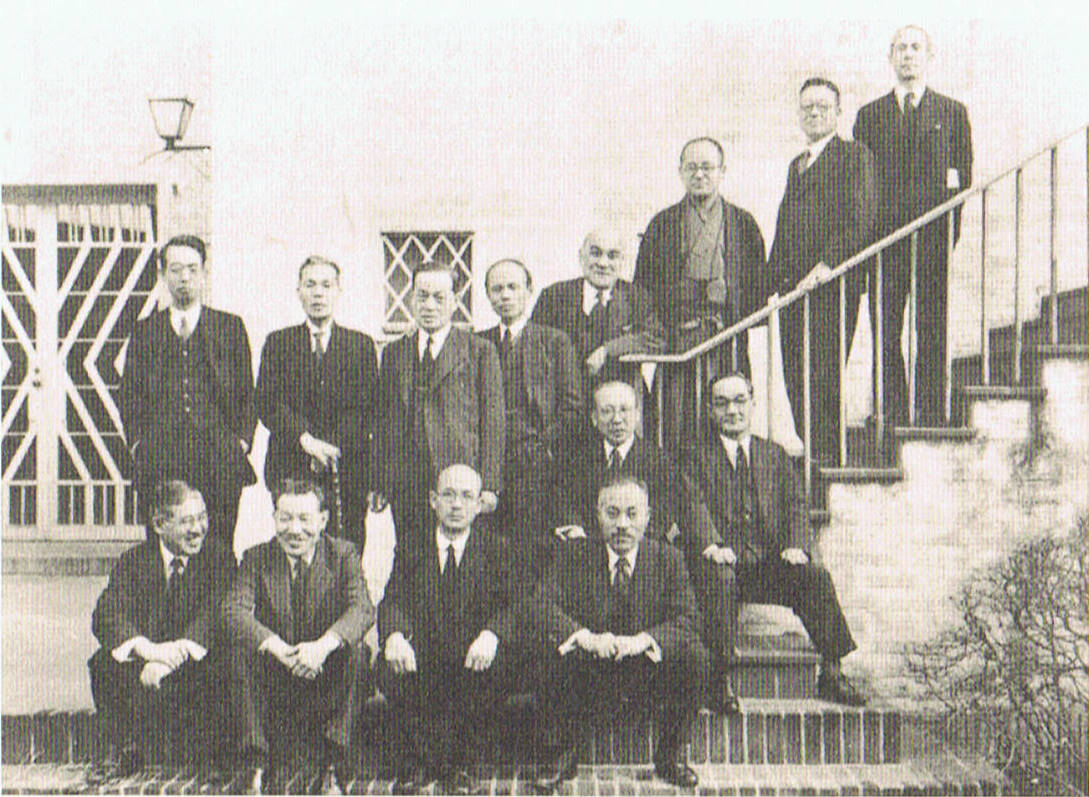
日本基督教団合同前の日本基督教会代表の準備委員　 後列左より，熊野義孝，三吉務，富田満，小野村林蔵，佐波亘，浅野順一，飯島誠太，堀内友四郎、
前列左より，今村好太郎，村田四郎，金井為一郎，村岸清彦

1887年、長野県南安曇郡上野村（現・松本市）に生まれる。旧制松本中学（長野県松本深志高等学校）を経て、第一高等学校に入学、一高時代に、新渡戸稲造校長の感化を受けて、求道して、山室軍平の説教に感動して、松本教会で洗礼を受けた。一高在学中に山で遭難する。それをきっかけに伝道者になる決意をして、東京神学社に入学。
東京神学社卒業後、一時、朝鮮仁川に開拓伝道に赴く、帰国して日本基督教会の伝道師として、高知教会、牧師になってからは山梨教会、市ヶ谷教会（現、日本基督教団池袋西教会）の牧師として活動する。
1917年（大正6年）の2月11日から15日日本基督教会主宰の山梨修養会では、中田重治と一緒に説教した。
1940年10月17日の神嘗祭の日に青山学院で開催された皇紀二千六百年奉祝全国基督教信徒大会の奨励を担当して述べた。「忠勇なるわが将兵が戦場に倒れる時には、天皇陛下万歳を唱えて喜んで死んでいくのである。この忠義の精神は万国に比類なきものであり、キリストにおいてさらに高いものとなり、永遠性を帯び、まことに宗教的になることは全世界に貢献すべきところの日本の偉大なる使命の一つである。紀元3世紀の間は教会は一つであり、信者は一致していたが、それより後には政争、戦争となり、教会が分裂し、教派がおこり、内部抗争によって弱り果てた歴史を繰り返してはならない。この機会に教会は一つなろうとする決意をもった。」
日本基督教団の成立とともにその牧師になる。戦後、市ヶ谷教会、浅草教会、池袋西教会の牧師を兼務することになったので、金井を主管者として三教会を合同させ池袋西教会と称する。
また、日本聖書神学校の創立にも参加した。

## 著書
- 信仰の勝利者ジョージ・ミュラー
- サンダーミングの生涯と思想
- 実在と宗教
- キリストと共なる生活